# Villenave
Villenave är en kommun i departementet Landes i regionen Nouvelle-Aquitaine i sydvästra Frankrike. Kommunen ligger i kantonen Tartas-Ouest som tillhör arrondissementet Dax. År 2022 hade Villenave 313 invånare.

## Befolkningsutveckling
Antalet invånare i kommunen Villenave
Referens:INSEE